# Pete Buttigieg
Peter Paul Montgomery Buttigieg (udtales [ˈbuːtəˌdʒədʒ]?; født 19. januar 1982) er en amerikansk politiker og tidligere reserveofficer i US Navy. Han var fra 2012-2020 borgmester i byen South Bend, Indiana. Han var desuden transportminister i Joe Bidens regering, med ansvaret for den føderale infrastruktur. 
Han var kandidat til Demokraternes primærvalg i 2020 med henblik på at blive nomineret til Demokraternes kandidat til Præsidentvalget i USA 2020. Han vandt overraskende den første afstemning i Iowa, men efter skuffende resultater i South Carolina trak han den 1. marts 2020 sit kandaditur.
Han er uddannet på Harvard University og har læst på Pembroke College ved Oxford University. Han har arbejdet som konsulent for McKinsey and Company. Fra 2009 til 2017 var han efterretningsofficer i United States Navy Reserve, hvor han opnåede rang af løjtnant og blev udstationeret i Afghanistan i 2014.
I 2015 oplyste Buttigieg, at han er homoseksuel. Han er den første erklærede homoseksuelle, der stiller op for Demokraterne til et amerikansk præsidentvalg, og den anden politiker fra et af de to store amerikanske partier efter republikaneren Fred Karger, der stillede op i 2012.
Efter Præsidentvalget, blev han af Joe Biden nomineret som USAs transportminister i den kommende Biden-regering. Han blev d. 02. februar 2021 godkendt af det amerikanske senat med 86 for og 13 imod. Buttigieg er dermed den første åbent homoseksuelle minister godkendt af senatet og er med sine 39 år den yngste minister i Bidens regering. 